# Palacio Soranzo Piovene
El palacio Soranzo Piovene  es un edificio histórico italiano, situado en el sestiere de Cannaregio en Venecia, frente al Gran Canal entre el palacio Emo de la Maddalena y el palacio Erizzo. Actualmente parte del edificio está ocupado por la Guardia di Finanza.

## Historia
El edificio se remonta a la primera década del siglo XVI. Fue adquirido por la familia Soranzo y después pasó a ser propiedad de los Piovene, a partir del matrimonio contraido entre Cecilia Soranzo y Girolamo Piovene en 1760.
En 2023, parte del edificio está ocupado por el Comando Interregional de la zona Nororiental de la Guardia di Finanza, que ocupa la planta noble y el entresuelo. La parte restante del edificio, compuesta por la segunda planta noble y las estancias en torno al patio central y a la fachada posterior son de uso particular.

## Descripción
El proyecto del edificio se atribuye al arquitecto veneciano Sante Lombardo. La fachada principal se caracteriza en las dos plantas principales por la presencia de dos tríforas situadas en el centro, a la derecha de una monófora, con otras dos a cada extremo. Esta composición llama la atención por no responder al modelo habitual de la mayor parte de los edificios venecianos de la época, que respetan la división simétrica en tres elementos, ya sea en vertical u horizontalmente.
También destacan en la fachada como elementos decorativos unas pastillas o placas, y unos aros enmarcados.
En el interior, son destacables el vestíbulo y la escalera. Entre las fachadas del palacio se abre un patio con pozo y jardín.